# Ukraine WOW
Ukraine WOW — інтерактивна виставка, створена «Укрзалізницею» з нагоди відкриття нового виставкового простору на Центральному залізничному вокзалі Києва. Проходила з 14 листопада 2019 року по 12 березня 2020 року. Ukraine WOW стала наймасштабнішим виставковим проєктом України — за чотири місяці його відвідали понад 333 тисячі людей, що дозволило виставці увійти до Національного реєстру рекордів України.

## Загальна інформація
Головною метою Ukraine WOW було ознайомлення відвідувачів з географією, промисловістю, історією та культурою України. Виставка була покликана розповісти про все найкраще, що є в Україні, та надихнути українців до активних подорожей та вивчення власної Батьківщини. Загальна площа виставки склала понад 3900 м2. Над концептом і реалізацією проєкту працювала агенція Gres Todorchuk. Керівницями проєкту стали Ярослава Федорів та Юлія Соловей, а кураторами — мистецтвознавиця Ксенія Малих та літературний критик Євгеній Стасіневич. Візуальну айдентику розробила агенція Banda. Загалом над Ukraine WOW працювали понад 200 людей.
Виставка поділялася на сім смислових блоків, що поступово знайомили відвідувачів з Україною:
- Блок № 1 «Відправлення» був виконаний у вигляді величезного купе з полицею, столиком та чайною склянкою в підскляннику. Тут відвідувачі мали змогу подзвонити в старовинний залізничний дзвін XIX століття, що сповіщав про відправлення потягів;
- У блоці № 2 «Перше знайомство» відвідувачі знайомилися з Україною — її запахами, звуками та ландшафтами, визначили на дотик видатні пам'ятки артіхектури та мали змогу побачити найкращі українські краєвиди. Окрім того, дивлячись у імпровізоване вікно потяга № 45/46 «Лисичанськ-Ужгород», можна було «проїхати» Україною від сходу до заходу всього за десять хвилин[8];
- У блоці № 3 «Душевна розмова» були представлені визначні надбання української історії та культури: срібні гривні часів Київської Русі, перша надруковану в Україні книга «Апостол» Івана Федорова, барокові царські врата XVIII сторіччя, десять літер першої української абетки Георгія Нарбута[9], оригінальні роботи скульптора Олександра Архипенка та останній автопортрет Казимира Малевича[6]. Крім того, завдяки засобам віртуальної реальності відвідувачі могли подивитися на Київ очима Батьківщини-Матері, політати над урочищем Каскади, проїхатися в кабіні машиніста поїзда «Укрзалізниці» та побувати у найбільшій доменній печі Європи — «Дев'ятці»[9];
- Блок № 4 «Краєвид за вікном» був виконаний у вигляді інтерактивної діорами, що демонструвала як природні, так і інфраструктурні багатства України. Діорама стала однією з найбільших інсталяцій виставки — її площа становила понад 250 м2[10]. Відвідувачі мали змогу керувати окремими елементами інсталяції — запускати потяги, вмикати маяк та вітряки тощо[11];
- У блоці № 5 «Сон» знаходився один з найпопулярніших об'єктів виставки — рожевий вагон. Всередині на його стінах висіли 16 подушок, притулившись до яких можна було почути мрії окремих українців та розмови, що ведуть у потягах[12]. Раніше цей вагон входив до інвентарного парку вагонної дільниці «Київ-Пасажирський» філії «Пасажирська компанія», однак згодом був списаний;
- У блоці № 6 «Зупинка», відкриваючи дверцята шафок, відвідувачі потрапляли до різних куточків України, що поставала тут велетенською камерою схову: за дверцятами ховалися Миколаївська астрономічна обсерваторія, Тунель кохання у Клевані, Чернівецький національний університет, Підгорецький замок, хата Поліни Райко, затоплене селище Бакота, одна з найстаріших антарктичних станцій «Академік Вернадський», місто на воді Вилкове (Одеська область), найбільший у Європі Центр реабілітації для бурих ведмедів «Домажир», «український Стоунхендж» Мавринський майдан тощо. Окрім того, на «Зупинці» можна було дізнатися рецепт полтавського борщу, послухати народні пісні з різних регіонів України, пройти аудіоекскурсію Полтавою, Львовом та Кам'янцем-Подільським і побачити українську кераміку початку ХХ століття;
- У блоці № 7 «Прибуття» завдяки іграм, тестам та інтерактивам відвідувачі перевіряли, наскільки добре знають Україну, ділилися власними фактами про країну та погоджувалися ставати амбасадорами України у світі. Окрім того, в цьому блоці було розміщено експонат «Серце України».

Від початку планувалося, що виставка триватиме з 14 листопада до 29 грудня 2019 року, однак згодом через великий потік відвідувачів закриття експозиції декілька разів відтерміновували. Так, напередодні Нового року було оголошено, що на прохання громадськості Ukraine WOW буде подовжено до кінця лютого. 27 лютого міністр інфраструктури України Владислав Криклій ініціював продовження виставки ще на місяць, однак вже 12 березня роботу Ukraine WOW було призупинено через карантин, запроваджений внаслідок поширення коронавірусної хвороби Covid-2019.
Задля того, аби усі бажаючі могли ознайомитися з експонатами під час оголошеного карантину, організатори запустили в мережі онлайн-тур в форматі 3D, а також опублікували всі текстові матеріали виставки українською та англійською мовами, додавши, окрім того, онлайн-екскурсію з керівником проєкту Ярославою Федорів.

## Вибрані експонати та інсталяції
- Автопортрет Казимира Малевича. На Ukraine WOW можна було побачити оригінал останнього автопортрета Малевича, який він створив за 11 місяців до смерті[16] та надіслав своєму другу, поету-футуристу Григорію Пєтнікову з особистим підписом. 1994 року робота опинилася в приватній колекції Едуарда Димшиця[16] та не експонувалася понад 20 років. Станом на березень 2020 року це одна з небагатьох робіт Малевича, що залишилися на території України;
- Скульптури Олександра Архипенка. На виставці було представлено 4 скульптури Архипенка, що презентували майстерність художника та його вправну роботу з різними матеріалами — від мармуру до бронзи. Для його скульптур на Ukraine WOW було створено окрему нішу;
- Гривні Київської Русі. На Ukraine WOW були представлені срібні гривні Київської Русі[16]: «київська» і «чернігівська» у формі шестикутника, «новгородська» у вигляді довгастої палички. А також гривні початку XX століття, які оформлював видатний український графік Георгій Нарбут;
- «Українська абетка». На Ukraine WOW було представлено десять літер абетки Георгія Нарбута[17][12], створеної 1917 року. За життя художник встиг зробити лише 15 літер. «Абетка» була надрукована посмертно надзвичайно малим тиражем, тож побачити в експозиції майже всю — неабияка рідкість;
- Перша надрукована в Україні книга. Видання «Апостол», яке Іван Федоров надрукував у Львові разом з білорусом Петром Мстиславцем, відкрило цілу епоху в східнослов'янському друкарстві. Працював Федоров над книгою рівно рік: з лютого 1573 по лютий 1574 року[9]. 279 аркушів, друк у два кольори, наклад 1200 примірників. На час проведення виставки в світі збереглися менше 50 примірників книги;
- Хата Поліни Райко. На Ukraine WOW художники з Благодійного фонду імені Поліни Райко відтворили малюнки видатної мисткині-примітивістки у спеціально зведеній хаті-мазанці[6];
- Тунель кохання. Одне з найромантичніших міст України, розташоване поблизу селища Клевань на Рівненщині, було відтворене на виставці за допомогою 1200 кг, або 8 000 одиниць зелені, привезеної з різних куточків світу;
- Інь-ян по-українськи. Двома силами було представлено сіль та вугілля. Цим корисним копалинам, що складали основу української промисловості в різні часи було присвячено окрему інсталяцію та фотозону: для її створення на локацію привезли 2300 кг солі та 2000 кг вугілля.

## Вибрані інтерактиви
- VR «Київ очима Батьківщини-Матері». Завдяки технології VR на Ukraine WOW можна було подивитися на Київ «очима» найвищої монументальної скульптури Європи — Батьківщини-Матері, а потім пролетіти над столицею[16]. Команда, що знімала VR для інтерактиву, раніше співпрацювала з Netflix, а для його створення були задіяні важкі дрони для кіновиробництва, що можуть підняти у повітря до 15 кг. Скульптуру голови Батьківщини-Матері цілодобово створювали протягом 28 діб;
- VR «На ринзі з Олександром Усиком». На виставці кожен охочий міг зійтися у поєдинку з абсолютним чемпіоном світу з боксу в першій важкій вазі Олександром Усиком, одягнувши VR-окуляри[18];
- VR «Всередині „Дев'ятки“». Відвідувачі Ukraine WOW мали змогу побувати всередині «Дев'ятки» — найбільшої доменної печі Європи висотою в 35-поверховий будинок, що належить підприємстві «АрселорМіттал Кривий Ріг»[9].
- Квиткова стіна. У блоці «Прибуття» кожен охочий міг зловити символічний квиток на проїзд до певної точки України. Для цього у стіну був вмонтований прозорий резервуар із квитками, що літали у ньому завдяки вентиляторам. Щасливий квиток можна було впіймати, якщо просунути руку в один із отворів резервуара;
- Серце України. Одна з найпопулярніших зон виставки, де було зроблено рекордну кількість фото. Інтерактивне серце України, створене компанією Expolight, світилося різними кольорами, а при наближенні до нього билося швидше[16].

## Цікаві факти
- Першого виставкового вікенду Ukraine WOW відвідали 15 тисяч осіб;
- Для створення «Бурштинової стіни» використали 100 кг справжнього бурштину;
- Якщо в логотипі Ukraine WOW забрати риску у першій літері W, вийде Ukraine NOW — бренд України, розроблений агенцією Banda. Команда проєкту просила дизайнерів зберегти спадкоємність Ukraine NOW і показати, що від NOW (України нинішньої) до WOW (України-вау) — лише одна риска, один крок, який може зробити кожен.
- Арії Крушельницької для Ukraine WOW надав музей Соломії Крушельницької, оригінал афіші Курбаса — Центр Леся Курбаса, оригінал фільму Олександра Довженка — Музей кіно.
- Відвідувачами виставки стали багато відомих громадських та культурних діячів: Олена Зеленська[19], Влад Троїцький[6], Оксана Линів, Соломія Вітвіцька, Гарік Корогодський, Євген Чичваркін[20].